# Liste der Monuments historiques in Ermont
Die Liste der Monuments historiques in Ermont führt die Monuments historiques in der französischen Gemeinde Ermont auf.

## Liste der Bauwerke
| Bezeichnung         | Beschreibung | Standort                     | Kennzeichnung | Schutzstatus | Datum | Bild           |
| ------------------- | ------------ | ---------------------------- | ------------- | ------------ | ----- | -------------- |
| Club des Espérances |              | 3, avenue de l’Europe (Lage) | PA95000017    | Inscrit      | 2008  | weitere Bilder |